# Passerelle du Palais-de-Justice
La Passerelle du Palais-de-Justice, ou passerelle Pierre Truche est un pont franchissant la Saône à Lyon.

## Histoire
Un premier pont semble avoir été établi en 1638 à cet emplacement. Constitué de dix arches, il est détruit en 1778 du fait de son délabrement avancé. Il est remplacé en 1780 par un pont constitué d'une chaîne de douze bateaux, dont deux mobiles. Nommé couramment « pont Volant », il est également appelé « pont de Bois » ou « pont des Célestins ». Ce pont-volant est emporté en partie par la fonte des glaces le 18 janvier 1789, puis totalement pendant l'hiver 1795.
Il est remplacé en 1797 par un pont de bois construit à l'initiative de Guillaume Niogret. Ce pont garde l'appellation de « pont volant », mais il est également nommé le « pont Neuf ». Il est endommagé par les retombées d'un feu d'artifice en 1820, puis par les crues de 1824. Il est finalement détruit en 1833 et fait place à une passerelle construite par la compagnie Seguin[Laquelle ?] en 1833-1834 pour desservir le Palais de Justice. L'arche centrale, d'une portée de 90 m, est détruite par les crues de 1840. Le pont, reconstruit en 1844, est composé de deux piles ancrées à proximité des berges sur lesquelles viennent s'appuyer une arche centrale de 47,70 m relayée par deux travées latérales d'environ 20 m. La largeur de la chaussée du nouveau pont est de 4 m et celle des deux trottoirs de 1 m. L'arche centrale est détruite par les forces allemandes en septembre 1944. Le pont est rouvert en janvier 1945.
Le service de la navigation obtient en 1968 la destruction du « pont du Change » et de la « passerelle du Palais de Justice », remplacés par le « pont Maréchal-Juin ». Mais les riverains grondent de colère dès 1975. Pour eux, le pont Maréchal-Juin ne remplit pas ses objectifs ; il est situé trop loin et n’est pas réservé aux piétons. Ils veulent « seulement une passerelle ». Le maire Louis Pradel avait envoyé une lettre promettant qu’une passerelle serait construite mais 3 ans après, rien. En 1978, plus de 300 personnes se rassemblent devant l’emplacement de la passerelle. En 1981-1982, le projet de Gilbert Lamboley[précision nécessaire]. En 1983, est inaugurée la nouvelle passerelle après de longues années d’attente. Large de 4 m, sa travée de 136 m est suspendue par des haubans plantés dans un mât unique en forme de Y renversé ancré sur la rive gauche de la rivière et peint en rouge.
Le 4 juillet 2024, la passerelle sans nom officiel, se voit nommé en l’honneur de l'ancien procureur général Pierre Truche, lors d'une cérémonie d'inauguration.
À ce jour, la Ville de Lyon teste des couleurs de peinture (bordeaux, rose, violet, mauve) pour repeindre le mât de la passerelle. Une rénovation de la passerelle n’est pas impossible dans les années à venir.[réf. nécessaire]

## Architecture

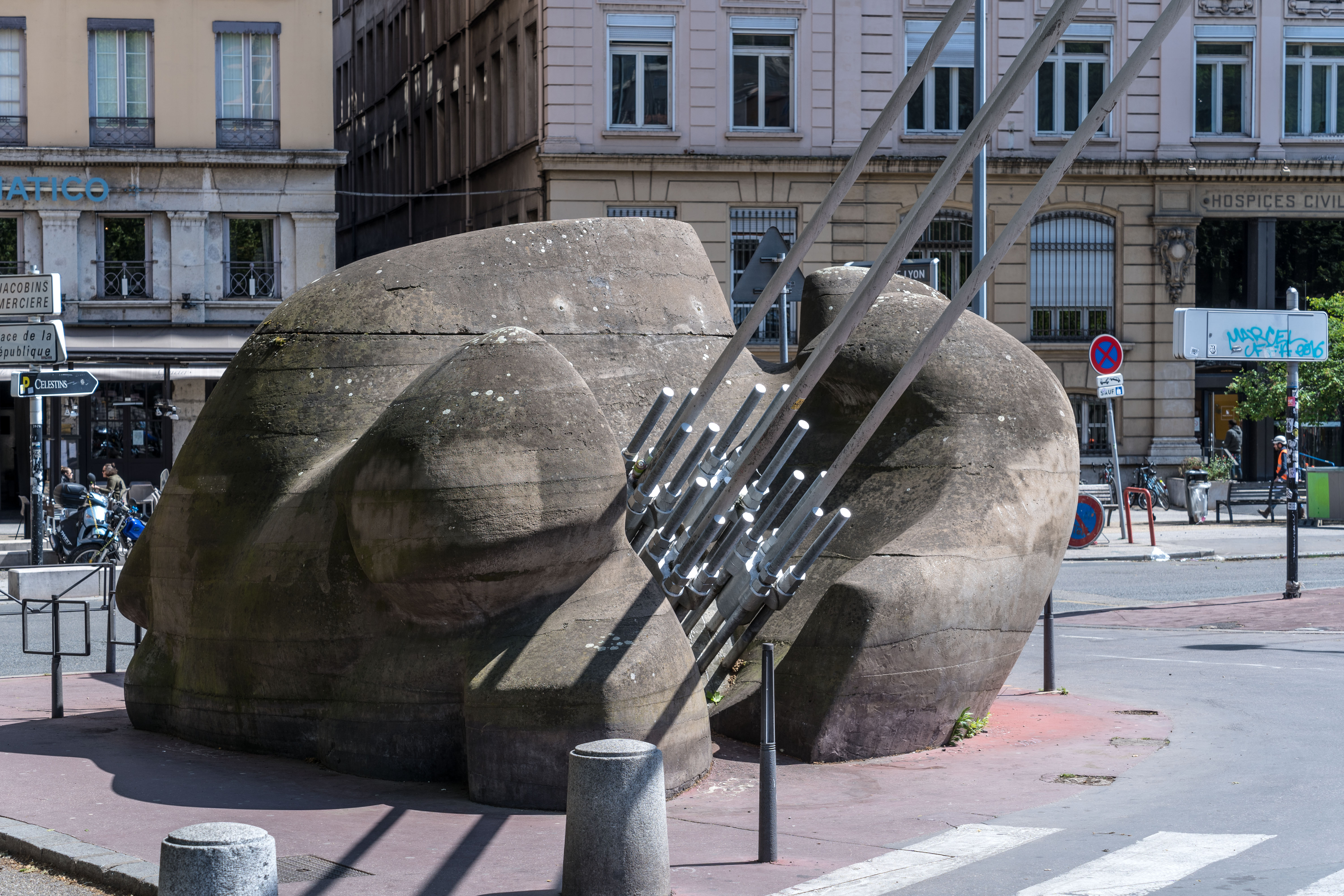
Attaches des haubans.

Une sculpture de Gabriel Gouttard (1927-2015) est située à l'entrée de la passerelle du Palais-de-Justice (quai Saint-Antoine). Lorsque la décision est prise de remplacer l'ancienne passerelle du Palais-de-Justice par un nouvel ouvrage à l'initiative d'André Mure, de René Deroudille et de l’architecte de la passerelle, on demande à Gabriel Gouttard de réaliser une sculpture. Elle est mise en place en 1984,.